# Revelación de Gabriel

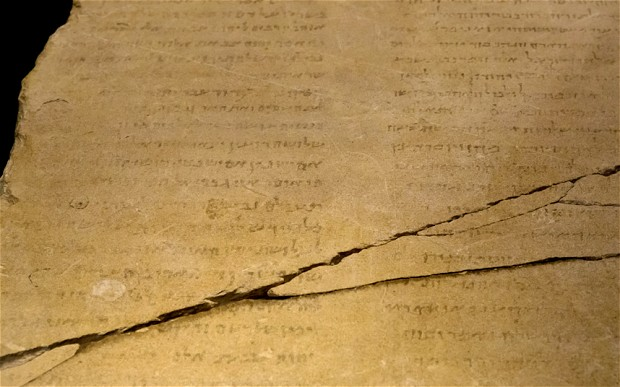
Un detalle de la Piedra de la Revelación de Gabriel en exhibición en el Museo de Israel (vista completa de uso justo).

La Revelación de Gabriel, también llamada Hazon Gabriel (la Visión of Gabriel) o la Piedra Jeselsohn, es una losa de piedra con 87 líneas en hebreo escritas con tinta, que contiene una colección de profecías cortas escritas en primera persona. Está datada de entre finales del siglo I a. C. y el siglo I d. C. y es considerada importante para entender las expectativas mesiánicas judías en la Etapa del Segundo Templo de Jerusalén.
La autenticidad de la losa está en disputa.

## Descripción
La Revelación de Gabriel es una losa gris de caliza micrite con 87 líneas en hebreo escritas con tinta. Mide 37 centímetros (de anchura) por 93 o 96 centímetros (de altura). Aunque la parte frontal de la piedra está pulida, la parte trasera es rugosa, lo que sugiere que se encontraba en una pared.
El escrito es una colección de profecías breves escritas en primera persona por alguien identificado como Gabriel a otro más en la segunda persona del singular.
El escrito ha sido datado entre el siglo I a. C. y el siglo I d. C. por su escritura y su lenguaje. El análisis de David Hamidovic sugiere una fecha posterior al 50 d. C.. Un análisis físico de la piedra no evidencia un tratamiento moderno de su superficie y el material concuerda con el que hay al este de la península de Lisán del mar Muerto.
El texto en su conjunto es desconocido por otras fuentes; es fragmentario, por lo que el significado es bastante incierto. Se considera muy similar a los Manuscritos del Mar Muerto. El objeto es relativamente raro por el uso de tinta en piedra.
Los académicos han definido el género de la Revelación de Gabriel como profético, aunque el académico de hebreo bíblico Ian Young se ha expresado sorprendido de que no use el idioma hebreo característico de los textos proféticos bíblicos. Otros académicos describen su género como un diálogo revelador similar a 4 Ezra o 2 Baruch o incluso como apocalíptico.

## Orígenes y recepción
La losa sin procedencia probablemente se encontró cerca del mar Muerto hacia el año 2000. Se encuentra en Zúrich, en poder del Dr. David Jeselsohn, un coleccionista suizo-israelí, que la compró a un comerciante de antigüedades jordanas. En ese momento, él no era consciente de su importancia. La paleógrafo experta en hebreo y epigrafista Ada Yardeni informó que vio por primera vez fotografías de la losa en 2003.
La primera descripción académica del hallazgo y la edición princeps del texto fue publicado en abril de 2007 en un artículo escrito por Yardeni en consulta con Binyamin Elizur. Yardeni le dio a la escritura el nombre de "Hazon Gabriel".
La mayoría de los académicos aceptaron su autenticidad, aunque Årstein Justnes, un profesor de estudios bíblicos, ha publicado una refutación de su autenticidad. La piedra ha recibido una amplia atención de los medios.

## Interpretación y significado
Hillel Halkin en su blog de «The New York Sun» escribió que "parecería ser, en muchos sentidos, un texto escatológico típico del período del Segundo Templo" y expresó dudas de que proporcionara algo "sensacionalmente nuevo" sobre los orígenes del cristianismo en el judaísmo.
El hallazgo ha causado controversia entre los académicos. Israel Knohl, experto en lenguaje talmúdico y bíblico de la Universidad Hebrea de Jerusalén, tradujo la línea 80 de la inscripción como "En tres días, vive, yo Gabriel te lo mando" ("In three days, live, I Gabriel com[mand] yo[u]"). Él interpretó esto como una orden del ángel Gabriel para resucitar de la muerte en tres días, y entendió que el destinatario de esta orden era Simón de Perea, un rebelde judío que fue asesinado por los romanos en 4 a. C... Knohl afirmó que el hallazgo "requiere una revaluación completa de todos los estudios previos sobre el tema de mesianismo, tanto judíos como cristianos". En 2008, se informó que Ada Yardeni estaba de acuerdo con la lectura de Knohl.. Ben Witherington señaló que la palabra que Knohl tradujo como "ascenso" podría significar alternativamente "aparecer".
Sin embargo, otros académicos reconstruyeron la tenue escritura en la piedra como una palabra completamente diferente, rechazando la lectura de Knohl. En su lugar, la lectura de Ronald Hendel (2009) es "En tres días, el signo" ("In three days, the sign...") ha logrado mayor apoyo. En 2011, Knohl aceptó que "signo" es una lectura más probable que "vive", aunque mantiene que "vive" es también una posible lectura. Knohl todavía mantiene los antecedentes históricos de la inscripción como se mencionó anteriormente. Ahora ve la muerte de Simón, según la inscripción, como "una parte esencial del proceso redentor. La sangre de los muertos mesías allana el camino para la salvación final".
David Hamidovic sugiere que fue escrito en el contexto del sitio romano a Jerusalén de Tito en el año 70.

### Subnotas
1. 1 2  Koller, 2014.

- Datos: Q928287